# Efecto de decimación numérica
El efecto de decimación numérica es la tendencia a juzgar la probabilidad del todo como menor que la probabilidad de las partes.

## Ejemplo
Por ejemplo, los sujetos en un experimento juzgaron que la probabilidad de morir de cáncer en Estados Unidos era de un 18%, la probabilidad de morir por ataque cardíaco de 22%, y la probabilidad de morir por "otras causas naturales" de 33%. Otros participantes juzgaron que la probabilidad de muerte por causa natural era de 58%. Las causas naturales se conforman precisamente por cáncer, ataque cardíaco, y "otras causas naturales" sin embargo, la suma de las últimas tres probabilidades era 73%, no 58%. De acuerdo con Tversky y Koehler (1994) este tipo de resultados se observan consistentemente.

## Explicaciones
En un artículo de Psychological Bulletin del 2012 se sugiere que el efecto de decimación numérica puede ser explicado por un mecanismo generador de la teoría de la información que adopta una conversión ruidosa de evidencia objetiva (observación) en estimaciones subjetivas (juicio). Esta explicación es diferente de la teoría del apoyo, propuesta como una explicación por Tversky y Koehler, la cual requiere suposiciones adicionales. Ya que el ruido mental es una explicación suficiente que es mucho más simple y directa que cualquier explicación que involucre heurísticos o comportamiento, la navaja de Ockham argumentaría en su favor como el mecanismo generativo subyacente (es la hipótesis que hace menos suposiciones).